# Bowdon (Georgie)
Bowdon je město v Carroll County, v Georgii, ve Spojených státech amerických. V roce 2011 žilo ve městě 2043 obyvatel.

## Demografie
Podle sčítání lidí v roce 2000 žilo ve městě 1959 obyvatel, 815 domácností a 543 rodin. V roce 2011 žilo ve městě 928 mužů (45,4%), a 1115 žen (54,6%). Průměrný věk obyvatele je 38 let.